# Scatto (traghetto)
Lo Scatto è stato un traghetto, appartenuto alla compagnia di navigazione italiana Tirrenia di Navigazione al 1994 al 2011.

## Servizio
Varato il 2 marzo 1994 nel cantiere navale Rodriquez di Messina con il nome di Scatto e consegnato il 9 giugno successivo alla Tirrenia di Navigazione, prende servizio nello stesso mese nei collegamenti tra La Spezia ed Olbia, che era in grado di percorrere in 5 ore rispetto alle consuetudinarie 11 ore dei classici Traghetti, ed in quelli tra Civitavecchia ed Olbia.
Il 15 giugno 1998 viene trasferito insieme al gemello Guizzo nei collegamenti tra Fiumicino e Golfo Aranci ed in quelli tra La Spezia e lo scalo sardo.
Nel 2002,  con l'entrata in servizio dei traghetti Classe Jupiter MDV 3000, viene disarmato a Castellammare di Stabia.
Nel 2011, ormai in stato di abbandono ed obsoleto, viene messo in vendita insieme al Guizzo e ai traghetti Classe Jupiter MDV 3000. A luglio viene ceduto alla società Karina Shipping Ltd ed il 26 luglio salpa al traino da Castellammare di Stabia per Aliağa, dove viene spiaggato e successivamente demolito.

## Navi gemelle
- Guizzo